# Amores
Amores (Liefdesgedichten) is een Latijns dichtwerk van Ovidius in drie boeken. De publicatie in 16 v.Chr. maakte hem op slag beroemd in Rome.
Het werk bestaat uit 49 gedichten, variërend van 18 tot 114 regels lang. In lichtvoetige verzen bezingt Ovidius zijn geliefde Corinna. Zij kreeg zo veel verschillende eigenschappen toegedicht, dat het niet aannemelijk is dat zij echt heeft bestaan. 
In dit eerste grote werk van Ovidius is de invloed van andere grote schrijvers als Tibullus en Propertius duidelijk te zien: erotische gedichten die gaan over liefdesavonturen, nachtelijke serenades, jaloezie en veel meer. De liefde wordt vooral als een spel geschetst.

## Nederlandse vertalingen
- P. Ovidius Naso, Het boek der liefdeszangen, vert. Jan Meihuizen, Amsterdam, Strengholt, 1941 (uitgebreide selectie)[1]
- Ovidius, Amores, vert. John Nagelkerken, 1995
- Ovidius, Liefdesgedichten, vert. Marietje d'Hane-Scheltema, 2015. ISBN 9789025305000

## Voetnoten
1. ↑  Sommige gedichten zijn door de vertaler weggelaten wegens obscure mythologische referenties of wegens "libertijnse" thema's als abortus en erectiestoornissen. Zie: Geert De Mol, À la recherche des vers perdus (bis): censuur in de vertaling van Ovidius' Amores, blog Oude Geschiedenis, KU Leuven, 13 februari 2021